# کوینیگ اوند بوئر
کوینیگ اوند بَوئِر یک شرکت آلمانی است که ماشین چاپ فشاری در وورتسبورگ تولید می‌کند. این شرکت توسط فریدریش کوینیگ و فریدریش بوئر در وورتسبورگ در سال ۱۸۱۷ تاسیس شد، و آن را کهن‌ترین تولیدکننده ماشین‌چاپ فشاری در جهان می‌شناسند که هنوز فعالیت می‌کند. 